# Альціон-галатея
Альціо́н-галатея (Tanysiptera) — рід сиворакшоподібних птахів родини рибалочкових (Alcedinidae). Представники цього роду мешкають в Австралазії.

## Види
Виділяють дев'ять видів:
- Альціон-галатея великий (Tanysiptera galatea)
- Альціон-галатея кофійський (Tanysiptera ellioti)
- Альціон-галатея біяцький (Tanysiptera riedelii)
- Альціон-галатея синій (Tanysiptera carolinae)
- Альціон-галатея аруйський (Tanysiptera hydrocharis)
- Альціон-галатея вохристогрудий (Tanysiptera sylvia)
- Tanysiptera nigriceps[9]
- Альціон-галатея рожевогрудий (Tanysiptera nympha)
- Альціон-галатея рудий (Tanysiptera danae)

## Етимологія
Наукова назва роду Tanysiptera походить від сполучення слів дав.-гр. τανυ — довгий і πτερος — перо.